# Risen
Risen là một trò chơi video thuộc thể loại nhập vai hành động một người chơi với chủ đề viễn tưởng được Piranha Bytes của Đức phát triển, và Deep Silver xuất bản, chính hãng Piranha Bytes tự phát triển cho phiên bản Windows,, và phát hành vào ngày 2 tháng 10 năm 2009, cùng với Phiên bản chuyển thể sang Xbox 360. Phiên bản chuyển thể sang Xbox 360 được gia công với một đội ngũ có kinh nghiệm về giao diện điều khiển bên ngoài dưới sự giám sát chặt chẽ của Piranha Bytes.

## Cốt truyện
Risen diễn ra tại Faranga, một núi lửa hư cấu, nằm ở một hòn đảo Địa Trung Hải với các tiểu vùng khí hậu khác nhau và khu thực vật. Hòn đảo này là nơi sinh sống của con người, cũng như nhiều sinh vật kỳ quái khác.
Gần đây tại Faranga, đã xảy ra sự kiện di tích những ngôi đền cổ trồi lên từ dưới hòn đảo nổi lên từ mặt đất, cung cấp truy cập một mạng lưới kết nối các khu vực ngầm dưới đất như hầm mộ và ngục tối. Kết quả là, con người đã biến nơi này thành một Toà án dị giáo, cấm bất cứ ai ra khỏi thành phố hoặc đảo
Trong đoạn phim giới thiệu một nhân vật chính vô danh, và một phụ nữ gypsy tên Sara đã lén trốn trên một chiếc tàu nhỏ ở giữa vùng biển bão tố. Khi họ ở trên sàn tàu, họ nhìn thấy Inquisitor (Quan tòa án dị giáo), triệu hồi một con Titan ở vùng biển. Các Titan khổng lồ nổi lên giữa sóng nước, gào thét vào Inquisitor. Inquisitor cố gắng chiến đấu với sinh vật này, nhưng hắn nhận ra rằng cuộc chiến thất bại và ngay lập tức dịch chuyển khỏi tàu. Vài giây sau các Titan đập vỡ thuyền thành từng mảnh nhỏ, gửi Sara và nhân vật chính không tên ra giữa biển sâu. Nhân vật người chơi tỉnh dậy trên bờ Faranga ở giữa cơn bão, bao quanh bởi các xác chết. Cả anh và Sara đều không bị thương.
Sau khi khám phá hòn đảo và gặp những người khác, người chơi có thể lựa chọn một trong ba phe (faction) trong trò chơi bao gồm Don Esteban (một nhóm cướp mà trước đó đã kiểm soát hòn đảo cho đến khi Toà án dị giáo trục xuất chúng ra khỏi thị trấn), Toà án dị giáo (một nhóm các chiến binh được lệnh đến hòn đảo để khám phá những bí ẩn của những tàn tích nổi lên), hoặc các Pháp sư (những người bảo vệ nguyên thủy của hòn đảo, bây giờ được Toà án dị giáo chỉ huy). Ngay sau đó, người chơi bị dính líu với kế hoạch của một Inquisitor cấp cao là Mendoza, người đã phát hiện một ngôi đền dẫn vào trung tâm của núi lửa. Ông dự định sẽ đột nhập vào nó, nhưng lại cần đến sự trợ giúp của nhân vật chính trong việc tìm kiếm năm Đĩa Pha Lê, có chức năng như là chìa khóa cho ngôi đền.
Một khi người chơi đã thu thập được năm Đĩa Pha Lê, vốn rải rác trên đảo, Toà án dị giáo đi vào Nhà tù Núi lửa (Volcano Keep). Tại đây họ phát hiện ra rằng một Titan huyền thoại, cùng với Chúa Titan Ursegor (vua Thằn Lằn đồng thời là người tìm cách kiểm soát sức mạnh của gã Titan huyền thoại đó), đang bị cầm tù. Nó còn tiết lộ rằng sở dĩ Faranga được cơn bão bảo vệ là vì sự có mặt của Titan, trong khi lục địa đã bị tàn phá bởi những Titans khác, những Titans này được giải thoát khi các vị thần bị con người trục xuất. Inquisitor Mendoza tìm cách giành quyền kiểm soát của Titan Lửa bên trong núi lửa để đánh bại các Titans khác. Trong việc loại bỏ các Titan từ nhà tù, Faranga rất dễ bị những cơn bão tố thần bí tàn phá và thực sự phải hy sinh vì lợi ích của loài người.
Sau khi phóng thích Ursegor từ lời nguyền buộc linh hồn hắn vào xác chết của hắn trong Volcano Keep, người chơi sẽ phải tìm kiếm những mảnh áo giáp Titan Lord's, để anh ta có thể đi vào nơi Titan Lửa và đánh bại Mendoza. Những mảnh áo giáp đã được niêm phong trong các di tích với một số linh mục cương thi. Người chơi khám phá di tích nổi lên, lấy áo giáp, và đi vào Volcano Keep đằng sau Mendoza. Mendoza trở nên điên loạn và bị người chơi đánh bại. Sau đó, người chơi sẽ trục xuất các Titan Lửa sau khi đánh bại hắn trong trận đấu.
Kết thúc sau cùng cho rằng Faranga đã được tha thứ và thoát khỏi sự hủy diệt, nhưng bốn Titans còn lại tiếp tục tàn phá đại lục. Sau đoạn kết thúc, xuất hiện một cuộc đối thoại giữa nhân vật chính và Patty, con gái của một tên cướp biển khét tiếng, ám chỉ cả hai sẽ đi vào lục địa để chống lại các Titan trong phần tiếp theo.

## Cách chơi
Trò chơi có một hệ thống chiến đấu với né, đỡ đòn, và lẩn tránh. Sử dụng hệ thống này người chơi có thể sử dụng một mảng rộng các loại vũ khí như kiếm, cung, hoặc gậy phép chiến đấu. Ngoài ra, người chơi có thể lựa chọn trong vai pháp sư hoặc sự kết hợp của pháp sư và chiến binh.
Nhiều kỹ năng không có sẵn trực tiếp vào lúc bắt đầu trò chơi và chỉ có thể mở khóa bằng cách sử dụng "điểm học" (Learning Point) trong phần lựa chọn kỹ năng. Ngoài việc thay đổi lối chơi trực tiếp, mở khóa các kỹ năng có những hiệu ứng thẩm mỹ nhỏ cũng như nhân vật người chơi có thể sử dụng nhiều kiểu tư thế khác nhau trong chiến đấu.
Trò chơi cũng có một hệ thống nghề nghiệp và khả năng, chẳng hạn như rèn và mở khóa, chúng đều có cấp độ y như là kỹ năng vũ khí bằng cách sử dụng điểm đó để nâng cấp độ của từng loại nghề nghiệp riêng biệt.
Risen là một thế giới mở, nhưng có những vùng nhỏ hơn mà không thể tới được cho đến sau này. Hòn đảo này cũng có chứa Trứng Phục Sinh.
Một lời nhận xét trên IGN viết rằng Risen giống như loạt game Gothic trong "môi trường chung của thế giới [,] sự trình diễn, cảm xúc về cách chơi, và phong cách thám hiểm", nhưng dễ "thân thiện với người dùng" hơn so với "dạng game hardcore Gothic".

## Tiếp thị và quảng cáo
Deep Silver còn phát hành một số trailer cho trò chơi trực tuyến. Đoạn phim trailer đầu tiên được Virgin Lands sản xuất vào năm 2008. Một đoạn phim thử nhiệm tiếp theo (với tính năng các phần của bài hát Nightwish "The Poet and the Pendulum") và đoạn phim giới thiệu được Lemonaut Creations sản xuất trong năm 2009.
Một bản demo với tên gọi The Risen Experience có thể chơi trực tuyến trên trang web chính thức của Risen.

## Risen 2
Deep Silver công bố phần hai của Risen trong một cuộc họp báo tại GamesCom vào năm 2010.

## Sự kiểm duyệt của Úc
Ngày 20 tháng 7 năm 2009, Risen bị OFLC từ chối phân loại  ở nước Úc. Theo các nhà phân phối trò chơi của Úc, Madman Interactive, OFLC trích dẫn  "hoạt động tình dục và việc sử dụng ma túy có liên quan đến việc khuyến khích hoặc phần thưởng" là lý do từ chối.

## Đánh giá
- 83%: Spieletipps.de (Cập nhật ngày 2 tháng 10 năm 2009)[13]
- 86%: Games Aktuell (Số phát hành tháng 10/2009)
- 86%: PC Games (Số phát hành tháng 11/2009)
- 87%: GameStar (Số phát hành tháng 11/2009)
- 74%: 4Players[14]
- 86%: PC Action (Số phát hành tháng 12/2009)
- 85%: OE3 Gamecheck[15]
- PC-Luchs-Empfehlung[16]
- 88%: GamingXP[17]
- FM4-Rezension[18]